# Tillandsia fasciculata
Espèce
Statut de conservation UICN

 LC  : Préoccupation mineure
Tillandsia fasciculata est une espèce de plantes à fleurs de la famille des Broméliacées originaire d'Amérique centrale et des Antilles.

## Synonymes
- Tillandsia beutelspacheri Matuda

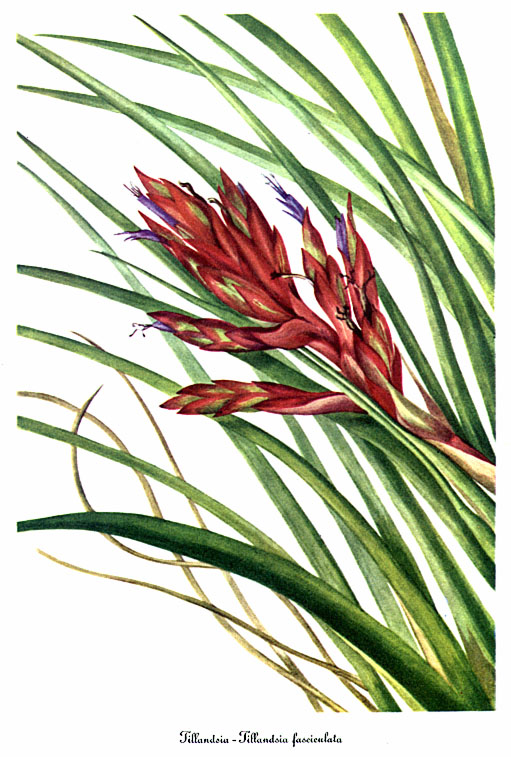
Illustration par Mary Vaux Walcott, montrant l’inflorescence.

- Tillandsia compressa Bertero ex Schult. & Schult. f.
- Tillandsia eminens Lindl.
- Tillandsia glaucophylla (Hook.) Baker
- Tillandsia hystricina Small
- Tillandsia pungens Mez
- Vriesea glaucophylla Hook.

## Répartition
Amérique centrale et Antilles.

## Description
- Grande plante épiphyte dont les feuilles atteignent 50 cm de long.
- Inflorescence en panicule composé de 3 à 7 épis comprimés. Corolles peu ouvertes, d'un pourpre foncé.

## Liste des variétés et formes
Selon Catalogue of Life (1 août 2013) et World Checklist of Selected Plant Families (WCSP) (1 août 2013) :
- variété Tillandsia fasciculata var. clavispica Mez (1896)
- variété Tillandsia fasciculata var. densispica Mez (1896)
- variété Tillandsia fasciculata var. fasciculata
- variété Tillandsia fasciculata var. laxispica Mez (1896)

Selon NCBI (1 août 2013) :
- variété Tillandsia fasciculata var. fasciculata

Selon Tropicos (1 août 2013) (Attention liste brute contenant possiblement des synonymes) :
- variété Tillandsia fasciculata var. bogotensis André
- variété Tillandsia fasciculata var. clavispica Mez
- variété Tillandsia fasciculata var. convexispica Mez
- variété Tillandsia fasciculata var. densispica Mez
- variété Tillandsia fasciculata var. fasciculata
- variété Tillandsia fasciculata var. floridana L.B. Sm.
- variété Tillandsia fasciculata var. latispica Mez
- variété Tillandsia fasciculata var. laxispica Mez
- variété Tillandsia fasciculata var. pendulispica Mez
- variété Tillandsia fasciculata var. rotundata L.B. Sm.
- variété Tillandsia fasciculata var. unispica Mez
- variété Tillandsia fasciculata var. venosispica Mez
- forme Tillandsia fasciculata fo. alba M.B. Foster
- forme Tillandsia fasciculata fo. fasciculata
- forme Tillandsia fasciculata fo. pendulispica Mez